# Калша
Калша (слч. Kalša) насељено је мјесто са административним статусом сеоске општине (слч. obec) у округу Кошице-околина, у Кошичком крају, Словачка Република.

## Становништво
| Година:    | 1994. | 2004.   | 2014.   | 2024.   |
| ---------- | ----- | ------- | ------- | ------- |
| Број људи: | 695   | 714     | 721     | 747     |
| Разлика:   |       | +2,73 % | +0,98 % | +3,60 % |

| Година:    | 2023. | 2024.   |
| ---------- | ----- | ------- |
| Број људи: | 748   | 747     |
| Разлика:   |       | -0,13 % |

Према подацима о броју становника из 2011. године насеље је имало 708 становника.